# رين سنغوكو
رين سنغوكو (باليابانية: 仙石 廉) (مواليد 2 أكتوبر 1990)، هو لاعب كرة قدم ياباني سابق كان يلعب كلاعب وسط.

## وصلات خارجية
- رين سنغوكو على موقع رابطة كرة القدم اليابانية للمحترفين (اليابانية)
- رين سنغوكو على موقع قاعدة بيانات كرة القدم.إي يو (الإنجليزية)
- رين سنغوكو على موقع Soccerway.com (الإنجليزية)
- رين سنغوكو على موقع عالم كرة القدم.نت (الإنجليزية)